# Дубицкайте, Летиция
Летиция Дубицкайте (лит. Leticija Dubickaitė ; род. 20 мая 1998, Вильнюс) — литовская шашистка (международные шашки, русские шашки).
Завоевала серебро чемпионата Литвы по русским шашкам среди женщин  (2012 и дважды бронзовый призёр чемпионата Литвы по международным шашкам среди женщин (2013, 2015 — быстрая программа). Заняла 4 место на первенстве мира среди кадеток (девушек до 16 лет) (2014 год, классика)
Выступает за клуб Vilniaus Jaunimo (Вильнюс). В составе национальной сборной дебютировала в 2015 году в товарищеском матче с Польшей
FMJD-Id: 17263